# هرایر توماسیان
هرایر وارطانی توُماسیان (Հրայր Վարդանի Թովմասյան؛ زادهٔ ۸ ژوئیهٔ ۱۹۷۰) یک حقوق‌دان، و سیاستمدار اهل ارمنستان است که تا سال ۲۰۲۰ رئیس دادگاه قانون اساسی بود. توماسیان پیشتر از تاریخ ۱۷ دسامبر ۲۰۱۰ تا تاریخ ۳۰ آوریل ۲۰۱۴ در دولت تیگران سارگسیان سمت وزیر دادگستری ارمنستان را برعهده داشت. توماسیان همچنین نماینده دوره ششم مجلس ملی جمهوری ارمنستان بوده‌است.

## زندگی‌نامه
در ۸ ژوئیهٔ ۱۹۷۰ در داراکرت، استان آرارات به دنیا آمد . وی همچنین برنده مدال مخیتار گش شده‌است.